# Jan Hašek
Jan Hašek (* 28. ledna 1954 Litoměřice) je zemědělský odborník, od roku 1994 předseda Okresní agrární komory v Kroměříži.

## Život
V letech 1969 až 1973 vystudoval Střední zemědělskou školu Litoměřice a následně v letech 1973 až 1978 pak zootechniku na Vysoké škole zemědělské v Praze (získal titul Ing.). V roce 1987 absolvoval ještě postgraduální studium na Vysoké škole zemědělské v Brně.
Pracovní kariéru začínal mezi roky 1978 a 1987 jako zootechnik JZD Družba Kroměříž, následně byl v letech 1987 až 1989 hlavním zootechnikem OZS Kroměříž. Po revoluci pracoval v letech 1989 až 1993 jako výrobní náměstek ZD Kroměříž. Od roku 1993 je předsedou Agrodružstva Postoupky. Od roku 1994 je také předsedou Okresní agrární komory v Kroměříži. Dlouhodobě aktivně prosazuje zemědělskou politiku v regionu, obhajuje zájmy českých zemědělců a potravinářů. Působí ve vedení Agrární komory ČR (2002 až 2005 jako člen představenstva, 2011 až 2014 člen dozorčí rady, od 2014 člen představenstva).
Jan Hašek žije ve městě Kroměříž. Je ženatý, s manželkou Zdenou mají dvě děti. Mezi jeho zájmy patří aktivní sportování (tenis, volejbal, lyžování a horolezectví). Pravidelně sleduje politické dění doma i ve světě.

## Politické působení
Ve volbách do Senátu PČR v roce 2016 kandidoval jako nestraník za hnutí ANO 2011 v obvodu č. 76 – Kroměříž. Se ziskem 16,07 % hlasů postoupil z druhého místa do druhého kola, v němž prohrál poměrem hlasů 46,51 % : 53,48 % s lidovkyní Šárkou Jelínkovou. Senátorem se tak nestal.